# Проштинац
Проштинац је насеље у Србији у општини Свилајнац у Поморавском округу. Према попису из 2022. има 159 становника (према попису из 2011. било је 223 становника).

## Демографија
У насељу Проштинац живи 200 пунолетних становника, а просечна старост становништва износи 47,1 година (47,2 код мушкараца и 46,9 код жена). У насељу има 86 домаћинстава, а просечан број чланова по домаћинству је 2,95.
Ово насеље је углавном насељено Србима (према попису из 2002. године), а у последња три пописа, примећен је пад у броју становника.
|  |

| Демографија | Демографија | Демографија |
| Година      | Становника  | Становника  |
| ----------- | ----------- | ----------- |
| 1948.       | 531         |             |
| 1953.       | 537         |             |
| 1961.       | 524         |             |
| 1971.       | 508         |             |
| 1981.       | 493         |             |
| 1991.       | 463         | 312         |
| 2002.       | 254         | 446         |
| 2011.       | 223         |             |
| 2022.       | 159         |             |

| Етнички састав према попису из 2002.‍ | Етнички састав према попису из 2002.‍ | Етнички састав према попису из 2002.‍ | Етнички састав према попису из 2002.‍ | Етнички састав према попису из 2002.‍ |
| ------------------------------------ | ------------------------------------ | ------------------------------------ | ------------------------------------ | ------------------------------------ |
|                                      |                                      |                                      |                                      |                                      |
| Срби                                 | Срби                                 |                                      | 215                                  | 84,64%                               |
| Власи                                | Власи                                |                                      | 34                                   | 13,38%                               |
| Румуни                               | Румуни                               |                                      | 5                                    | 1,96%                                |
| непознато                            | непознато                            |                                      | 0                                    | 0,0%                                 |

| Година пописа     | 1948. | 1953. | 1961. | 1971. | 1981. | 1991. | 2002. |
| ----------------- | ----- | ----- | ----- | ----- | ----- | ----- | ----- |
| Број домаћинстава | 106   | 106   | 112   | 120   | 118   | 111   | 86    |

| Број чланова      | 1  | 2  | 3 | 4 | 5 | 6 | 7 | 8 | 9 | 10 и више | Просек |
| ----------------- | -- | -- | - | - | - | - | - | - | - | --------- | ------ |
| Број домаћинстава | 26 | 22 | 9 | 9 | 9 | 4 | 5 | 1 | 1 | 0         | 2,95   |

| Пол    | Укупно | Неожењен/Неудата | Ожењен/Удата | Удовац/Удовица | Разведен/Разведена | Непознато |
| ------ | ------ | ---------------- | ------------ | -------------- | ------------------ | --------- |
| Мушки  | 102    | 13               | 67           | 10             | 11                 | 1         |
| Женски | 107    | 11               | 67           | 22             | 7                  | 0         |
| УКУПНО | 209    | 24               | 134          | 32             | 18                 | 1         |

| Пол    | Укупно                    | Пољопривреда, лов и шумарство | Рибарство                            | Вађење руде и камена | Прерађивачка индустрија       |
| ------ | ------------------------- | ----------------------------- | ------------------------------------ | -------------------- | ----------------------------- |
| Мушки  | 55                        | 48                            | 0                                    | 0                    | 2                             |
| Женски | 32                        | 29                            | 0                                    | 0                    | 0                             |
| УКУПНО | 87                        | 77                            | 0                                    | 0                    | 2                             |
| Пол    | Производња и снабдевање   | Грађевинарство                | Трговина                             | Хотели и ресторани   | Саобраћај, складиштење и везе |
| Мушки  | 1                         | 1                             | 1                                    | 0                    | 2                             |
| Женски | 0                         | 0                             | 0                                    | 0                    | 0                             |
| УКУПНО | 1                         | 1                             | 1                                    | 0                    | 2                             |
| Пол    | Финансијско посредовање   | Некретнине                    | Државна управа и одбрана             | Образовање           | Здравствени и социјални рад   |
| Мушки  | 0                         | 0                             | 0                                    | 0                    | 0                             |
| Женски | 0                         | 0                             | 0                                    | 1                    | 0                             |
| УКУПНО | 0                         | 0                             | 0                                    | 1                    | 0                             |
| Пол    | Остале услужне активности | Приватна домаћинства          | Екстериторијалне организације и тела | Непознато            | Непознато                     |
| Мушки  | 0                         | 0                             | 0                                    | 0                    | 0                             |
| Женски | 0                         | 0                             | 0                                    | 2                    | 2                             |
| УКУПНО | 0                         | 0                             | 0                                    | 2                    | 2                             |